# Lago Großes Moor
El lago Großes Moor (en alemán: Großes Moor) es un lago situado en el distrito de Rostock, en el estado de Mecklemburgo-Pomerania Occidental (Alemania), a una altitud de 81.8 metros; tiene un área de 5.5 hectáreas.